# Powiat Cochem-Zell
Powiat Cochem-Zell (niem. Landkreis Cochem-Zell) – powiat w niemieckim kraju związkowym Nadrenia-Palatynat. Siedzibą władz powiatu jest miasto Cochem.

## Podział administracyjny
Powiat Cochem-Zell składa się z czterech gmin związkowych, które tworzy łącznie 89 mniejszych jednostek administracyjnych (miast i gmin lokalnych).
Gminy związkowe:
| Lp. | Nazwa gminy związkowej | Ludność (31.12.2009) | Powierzchnia km² | Liczba gmin |
| --- | ---------------------- | -------------------- | ---------------- | ----------- |
| 1   | Cochem                 | 20 023               | 211,21           | 23          |
| 2   | Kaisersesch            | 15 637               | 140,64           | 26          |
| 3   | Ulmen                  | 10 890               | 146,82           | 16          |
| 4   | Zell (Mosel)           | 16 194               | 193,75           | 24          |